# Systhema Bruckenthalianum

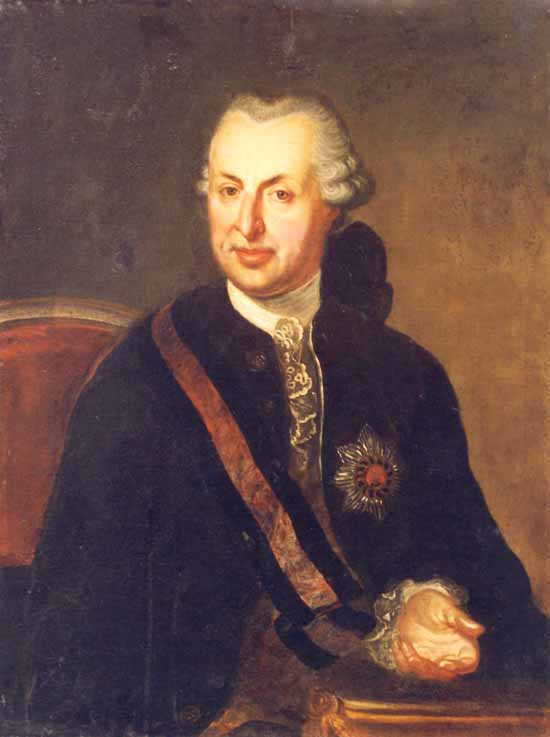
Samuel von Brukenthal (ismeretlen festő műve, 18. század)

A systhema Bruckenthalianum, azaz Bruckenthal-féle adórendszer Erdély adózásának 1769-ben bevezetett rendje, amit kidolgozójáról, Samuel von Brukenthal erdélyi kancellárról neveztek el.

## Előzmények
Erdélyben 1754-ben vezették be a kidolgozását vezető Bethlen Gáborról systhema Bethlenianumnak nevezett, és a korábbi kollektív adóztatással radikálisan szakító adórendszert. Ez a Gubernium adóügyeit jelentősen modernizálva az adózás alapjává az egyéneket, azaz adóalanyokat (fejadó) és a vagyontárgyakat (vagyonadó) tette. A teljesen újszerű rendben számos kérdés megoldatlan maradt, ami javításokat, pontosításokat tett szükségessé. Ezeket a problémákat kívánta megoldani a systhema Bethlenianum első továbbfejlesztése, az 1763-ban bevezetett, és a kidolgozását irányító Buccow erdélyi főhadparancsnokról és egyben a Gubernium vezetőjéről systhema Buccowianumnak nevezett rendszer. Ez még elődjénél is rövidebb ideig: mindössze hat éven át volt érvényben, mert gyorsan kiderült, hogy még mindig van mit módosítani. Átdolgozását Buccow jobbkeze, Samuel von Brukenthal (a kancellária vezetője) irányította, ezért az 1769-ben bevezetett új rendet róla nevezték el systhema Bruckenthalianumnak.

## A Bruckenthal-féle adórendszer
A szászok már a systhema Bethlenianumot is igen sérelmesnek találták: úgy vélték, hogy aránytalanul több adót fizetnek, mint a magyarok és a székelyek. E panasz egyik gyakorlati alapja az volt, hogy a szászok lakta vidékeken volt a legjobb a termőföld, és azért sokkal több vagyonadót kellett fizetni, mint a magyarok, illetve székelyek lakta vidékek gyengébb minőségű földjei után.
A szász Brukenthal teljesen átdolgoztatta az adózás rendjét: a szászok adóit csökkentette, a magyarokét és a székelyekét növelte.
A fejadót még a továbbiaknál is erőteljesebben differenciálta. Meghagyta városok és mezővárosok három osztályát, de az ezekben élő kereskedőket és iparosokat nyolc, hét, illetve hat csoportba osztotta. Ezzel a kereskedők fejadójának sávja már hat forinttól huszonhétig nyúlt, az iparosoké pedig négy forinttól tizenhatig. A szabadosok, jobbágyok és zsellérek közül  nyolc-nyolc osztályba sorolta azokat, akik vagyonadója hat forinton felül volt; az egyes osztályok fejadóját megemelte. 
Pontosan meghatározta a kurialisták fogalmát.
Biztosította a határőrök fejadómentességét.
A vagyonadót is tovább differenciálta: a szántók, kaszálók, szőlők után osztályonként különböző adót kellett fizetni (a legjobb földekért 2,5-szer annyit, mint a leggyengébbekért). A határőrök vagyonadójának egyharmadát elengedte.

## Utóélete
Ez az adórendszer kisebb módosításokkal egészen 1848-ig érvényben maradt.